# 呵罗真
呵罗真（?—530年），為6世紀吐谷渾第十五任統治者，他為伏連籌的兒子，承襲伏連籌擔任首領，萧梁大通三年（529年），梁武帝下诏以呵罗真为宁西将军、护羌校尉、西秦、河二州刺史、河南王。在位一年卒。呵罗真死后，其子佛辅继位。北朝的史书《魏书》《周书》《北史》直接记载伏連籌的兒子是夸吕，这可能是由于当时北方陷于离乱，不能有效地记录边疆的民族。
| 前任： 伏連籌 | 吐谷渾首領 | 繼任： 佛辅 |